# Hayley Mills
Hayley Catherine Rose Vivien Mills (født 18. april 1946 i London) er en engelsk sanger og skuespiller. Hun begyndte sin karriere som barnestjerne, som alle drenge dengang kunne forelske sig i, og fik sit gennembrud i filmen Forældrefælden (The Parent Trap) fra 1961 lavet af Walt Disney. Her sang hun sangen "Let's Get Together", som blev et stort hit.